# (12688) Baekeland
(12688) Baekeland (1988 CK4) – planetoida z grupy pasa głównego asteroid okrążająca Słońce w ciągu 4,41 lat w średniej odległości 2,69 j.a. Odkryta 13 lutego 1988 roku.